# Ossip Dymow

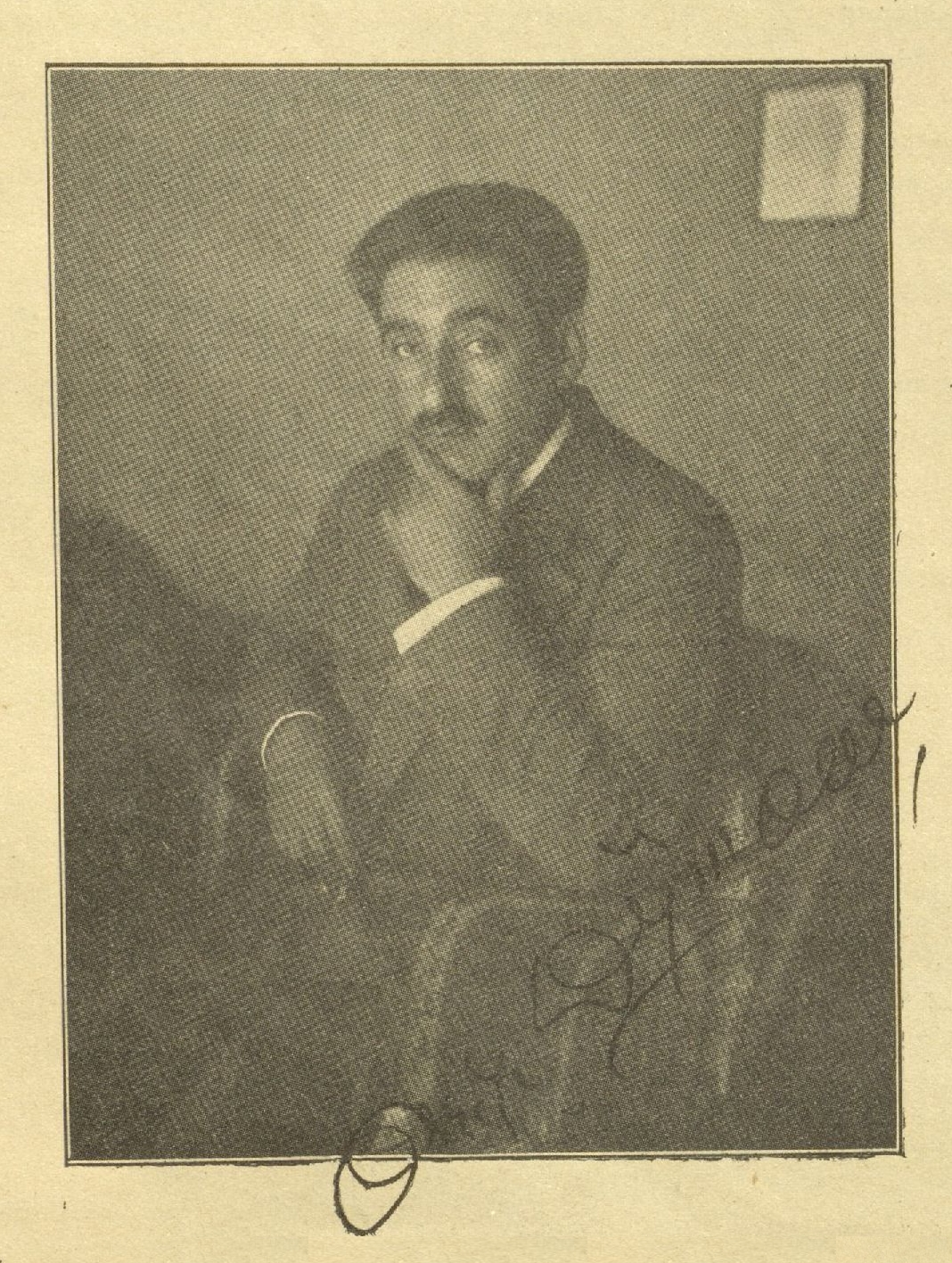
Signiertes Porträt, um 1928

Ossip Dymow, gebürtig Ossip Isidorowitsch Perelman, jiddisch אוסיפ דימוב (geb. 16. Februar 1878 in Belostok, Russisches Kaiserreich (heute: Polen); gest. 2. Februar 1959 in New York City, Vereinigte Staaten) war ein jüdisch-russischstämmiger Schriftsteller, Drehbuchautor und Regisseur.

## Leben und Wirken
Der aus dem zaristischen Russland stammende Dymow veröffentlichte seit der Jahrhundertwende in seiner Heimat Bücher, darunter Romane, Novellen, Dramen und Bühnenstücke. Zu seinen Werken zählen Ioshke Muzikant, Der Knabe Wlass und Haschen nach dem Wind. 1913 floh er in die USA. Dort setzte er seine schriftstellerische Tätigkeit fort; sein Werk Der Kantor von Wilna diente als eine der Vorlagen für den US-Film Der Jazzsänger, der als erster Tonfilm der Geschichte gilt. In der Zwischenzeit wurde 1924 in Berlin Dymows bereits 1908 veröffentlichtes Buch Nju, sein wichtigstes und bekanntestes Werk, von Paul Czinner mit Elisabeth Bergner in der Hauptrolle verfilmt. Darüber hinaus verfasste Ossip Dymow zahlreiche Stücke wie Bronx Express, Bread, Slaves of the Public, Here Runs the Bride und The East Side Professor, die zwischen 1922 und 1938 auch am Broadway aufgeführt wurden.
Zwischenzeitlich in Berlin ansässig, verfasste er 1931/32 (zusammen mit Adolf Lantz) auch Drehbücher für den deutschen Film (Rasputin und Mieter Schulze gegen alle). Im Oktober 1932 kehrte Dymow, seit April 1926 amerikanischer Staatsbürger, in die USA zurück. Dort spielte er Theater (1933 Rolle in seinem Stück Salt and Pepper) und führte Regie (Oktober 1933 bei Once Upon a Time). Das von ihm ebenfalls im Oktober 1933 inszenierte Drama Germany Aflame reflektierte die jüngsten Ereignisse im nazistisch gewordenen Deutschland. 1935 verfasste Dymow das Drehbuch zu dem Film Sins of Man und beteiligte sich 1938 an der Regie zum jiddischsprachigen Film The Singing Blacksmith. 1939 adaptierte er die Drehbücher zu zwei jiddischsprachigen Filminszenierungen Max Nossecks.

## Filmografie
Drehbuch, wenn nicht anders angegeben
- 1924: Nju (nur Romanvorlage)
- 1932: Rasputin
- 1932: Mieter Schulze gegen alle
- 1936: Sins of Man
- 1938: Yankl der Shmid / The Singing Blacksmith / Yankl, der Schmied (auch Co-Regie)
- 1939: Mirele Efros
- 1940: Overture to Glory